# Blaming the Victims

Blaming the Victims: Spurious Scholarship and the Palestinian Question, en français : Blâmer les victimes : les fausses études et la question palestinienne, est une série d'essais coédités par le chercheur palestinien Edward Said et le journaliste américano-britannique Christopher Hitchens, signés de plusieurs érudits, dont Ibrahim Abu-Lughod , Janet Abu-Lughod , Noam Chomsky, Norman G. Finkelstein, Rashid Khalidi.

## Thème
Les essais portent sur le conflit israélo-palestinien. Selon le compte rendu du Washington Post en 1988, les auteurs pro-israéliens et pro-palestiniens s'affrontent sur ce thème dans le champ académique, les uns et les autres défendant leur version de l'histoire et tentant de délégitimer celle du camp opposé. Les historiens pro-israéliens ont longtemps dominé  la recherche occidentale, d'après ce journal américain, du fait que le sionisme est un mouvement qui s'enracine dans l'histoire des idées politiques européennes, et que ses premiers promoteurs sont tous des Occidentaux. En revanche, les historiens palestiniens n'avaient pas d'appui en Occident. Ce livre est une réponse aux ouvrages pro-israéliens, dont il cherche à déconstruire le récit.
L'introduction signée Edwad Said retrace « la longue lutte entre sionistes et Palestiniens pour l'hégémonie académique » et se présente comme une réfutation du lien établi par Benyamin Netanyahou entre islam et terrorisme dans son livre Terrorism: How the West Can Win.. Edward Said juge particulièrement contestables les postulats du livre selon lesquels les Occidentaux se sont montrés trop faibles et naïfs, qu'ils seraient par nature modérés, et qu'ils devraient répudier cette modération pour lutter contre le terrorisme en adoptant une attitude belliqueuse.

## Composition
L' ouvrage, publiés chez Verso Books en 1988  (ISBN 0-86091-887-4), comprend quatre chapitres : The Peters Affair (centré sur le livre de Joan Peters (en), From Time Immemorial) ; Myths Old and New ; The Liberal Alternative ; et Scholarship Ancient and Modern ; en français :  « L'affaire Peters », « Mythes anciens et nouveaux », « L'alternative libérale » et « La recherche ancienne et moderne ».